# Het huis van de moskee
Het huis van de moskee is een Nederlandse roman uit 2005 van de hand van Kader Abdolah. 
Het werd tot het op een na beste Nederlandstalige boek aller tijden uitgeroepen bij de opening tijdens de Boekenweek 2007. Via een speciaal opgezette website konden lezers hun stem uitbrengen. Als beste boek werd door de lezers De ontdekking van de hemel van Harry Mulisch gekozen.
De roman – waaraan Abdolah vijf jaar werkte – vertelt over een cruciale periode in de Iraanse geschiedenis, waarin sjah Mohammed Reza Pahlavi verdreven wordt en ayatollah Khomeini de macht grijpt. Volgens Abdolah maakt de roman veel duidelijk over de ontwikkeling van de radicale islam zoals die zich nu in veel landen manifesteert. 
Kader Abdolah noemt het boek de kroon op zijn werk. Abdolahs vriend en beeldend kunstenaar Masoud Gharibi illustreerde het boek in oriëntaalse stijl.

## Inhoud
Het verhaal begint met Aga Djan, het hoofd van de bazaar en van het huis, die voor het eerst televisie kijkt om de landing op de maan te zien.  Geleidelijk aan moet hij met lede ogen aanschouwen hoe zijn gerespecteerde familie, die al eeuwen de geestelijke leider van de plaatselijke moskee voortbrengt, uit elkaar valt. De verschillende gezinsleden symboliseren de verschillende generaties en klassen wier leven door de ingrijpende economische, religieuze en politieke veranderingen voorgoed verandert. De schrijver besteedt veel aandacht aan de vrouwen in de familie en dat zijn zeker geen passieve, volgzame wezens. Aga Djan was geen aanhanger van de sjah maar door zijn mildheid en tolerantie weet hij aanvankelijk de familie samen te houden.  Na de staatsgreep van Khomeini passen sommige familieleden zich aan het nieuwe regime aan, anderen kiezen radicaal de kant van de nieuwe onderdrukking, nog anderen kiezen voor het verzet.  Aga Djans aangetrouwde neef Galgal laat als rechter van God vele executies uitvoeren, waaronder die van zijn eigen zwager en zoon. 